# プロパルギルアルコール
プロパルギルアルコール（英: propargylalcohol）とは、アルキンを含む最も単純なアルコールである。IUPAC名は2-プロピン-1-オール (2-propyn-1-ol)。

## 性質
プロパルギルアルコールは無色透明で粘性のある液体で、水と極性のある有機溶媒に溶けるが炭化水素溶媒には溶けない。ゼラニウムの芳香がある。プロパルギルアルコールは加熱または塩基の作用で重合する。空気中で加熱すると重合反応が起こり黒変してしまうため、常圧蒸留は不活性気体中で行われる。

## 用途
腐食防止剤、金属錯体の溶媒、溶媒の安定剤、電気メッキの添加物として使われる。また有機合成化学において中間体として使われる。